# Carl Gustaf Silversparre
Carl Gustaf Silversparre, född 1 januari 1686, död 10 maj 1750, var en svensk lagman.
Silversparre var från 1717 assessor i Göta hovrätt. Han blev lagman i Hallands lagsaga 1729 och i Kalmar läns och Ölands lagsaga 1745 och var det till 1747.. Vid avskedet 1747 erhöll han landshövdings titel.
Han var son till lagmannen Arent Silversparre.
Innehavare av Sjuenda och Näsby i Vårdinge socken, Ökna i Bogsta socken, Grävsäter i Hannäs socken och Svansö i Bottnaryds socken.